# فاطمة بنت صفوان
الصحابية فاطمة بنت صفوان بن أمية بن محرث بن حمل بن شق بن رقبة بن مخدج الكنانية، زوجة الصحابي عمرو بن سعيد بن العاص، أسلَمت بمكّة قديمًا وبايعت، هاجرت مع زوجها إلى أرض الحبشة ،وماتت بها، وقتل عمرو بأجنادين من أرض الشام في خلافة أبي بكر.